# Predator (album)
Pour les articles homonymes, voir Predator.
Albums de Accept
Death Row
(1994) Blood of the Nations
(2010)
Predator est le onzième album studio du groupe de heavy metal allemand Accept sorti en 1996. C'est le premier album depuis 1980 auquel le batteur et compositeur Stefan Kaufmann n'a pas participé, si ce n'est au niveau de la composition de deux chansons. C'est Michael Cartellone qui est recruté pour assurer son remplacement au niveau des parties de batterie sur l'album et en concert. L'album se caractérise par un style plus aventureux qui entend accommoder le style de heavy metal traditionnel du groupe avec d'autres influences stylistiques inhabituelles (orientales, tribales, blues, alternatif, new wave, ...) Cette orientation esthétique sera la cause de nombreuses tensions au sein du groupe entre le chanteur et les deux principaux compositeurs restants, Hoffmann et Baltes, le chanteur désapprouvant les orientations aventureuses des deux musiciens. Le disque sera tièdement reçu par la presse en dépit de ses qualités, car ne répondant pas aux attentes des journalistes de l'époque plutôt versés dans les groupes plus alternatifs. À la suite des tensions internes que connaît le groupe à cette époque, il finira par se séparer après la tournée de promotion au cours du printemps 1996.

## Contexte général
En 1995, les membres sont éloignés les uns des autres. Dirkschneider habite en Allemagne, tandis que Hoffmann et Baltes résident aux États-Unis. Ils commencent à travailler sur les maquettes de l'album au printemps 1995. Le batteur et compositeur, Stefan Kauffmann, ne pouvant plus assurer les parties de batterie depuis l'enregistrement de l'album Death Row pour des raisons de santé, le groupe engage Michael Cartellone (ex-Ted Nugent et Damn Yankees) pour en assurer les parties sur l'album. Le groupe se réunit en juillet au 16th Ave. Sound Studios à Nashville dans le Tennessee pour enregistrer le nouvel album. Contrairement aux précédents albums, pour lesquels le groupe s'était auto-produit, ils ont cette fois-ci décidé de solliciter les services de leur ami et ancien membre du groupe, le producteur Michael Wagener. Il leur tenait à cœur de recommencer à être aidés par un producteur pour disposer d'un regard extérieur et bénéficier d'idées nouvelles, afin d'éviter "de [s']enfermer et de manquer de recul". Et puis le chanteur Udo Dirkschneider ne voulait travailler qu'avec ce producteur pour cet album. L’album sort en janvier 1996.

## Musique et orientation esthétique
Le style de l'album s'avère inhabituel. Il marque une plus grande variété stylistique: plusieurs références à la musique orientale ("Making me Scream", "Crossroads", "Lay it Down on Me"), au blues ("Ain't Over Yet"), au blues rock ("Don't give a Damn", "Hard Attack"), à l'alternatif ("Diggin' in the Dirt", "Ain't Over Yet"), ainsi que l'utilisation de rythmes tribaux assurés par le percussionniste hawaïen Kalei Lam ("Predator", "Primitive", "Crossroads"), des rythmes de boîte à rythme de type synth pop ("Primitive"), de passages acoustiques inhabituels ("Hard Attack", "Crossroads"), de filtres sur la voix ("Making me Scream", "Primitive"). Selon le critique Louis Bourgade, cette mutation semble répondre à une volonté du groupe de s'adapter à la concurrence du moment. L'album sort en pleine vogue de musique alternative et de grunge, une période où le heavy metal traditionnel du groupe était souvent considéré par de nombreux journalistes comme limité et largement dépasséː« Confronté à l'émergence de styles concurrents, [le groupe cherche] à se trouver une parade. Le trio pense l'avoir découverte en incluant à sa musique des composants inédits propres à surprendre l'auditeur. Plusieurs titres se voient ainsi agrémentés d'adjuvants servant à briser la monotonie de l'ensemble.[...] ». Pour sa part, le guitariste Wolf Hoffmann dit simplement explorer de nouveaux horizons, se faire plaisir et faire sonner les chansons exactement comme ils avaient envie de les entendreː   

« Cette fois, nous avons décidé de donner à chaque titre ce dont il avait besoinː peu importe que nous ne puissions le jouer live, peu importe si personne ne parvient à le comprendre, l'appréhender, allons-y, faisons exactement comme nous en avons envie, et surtout n'ayons pas peur de transgresser les règles. Des fois tu te dis que tu ne pas faire certaines choses parce que ça ne se fait pasǃ Et bien tant pisː si on a envie de mettre des parties acoustiques ou des percussions, on le fait. Et c'est d'ailleurs pourquoi Peter Baltes, notre bassiste chante trois chansons(...). Elles permettaient de transporter Accept dans une autre dimension(...). C'est pourquoi, à mon sens, Predator a une telle profondeur (...) [le but est seulement] de faire ce que nous aimons, y prendre du plaisir et de ne pas se laisser enfermer dans le carcan de la tradition. C'est pourquoi nous faisons ces nouvelles chansons comme "It ain't Over" ou "Primitive" qui sont vraiment inhabituelles pour Accept.(...)Nous sommes fiers d'essayer de nouvelles choses. Nous avons sensiblement la même approche, nous aimons l'agression et la mélodie également, mais nous voulons évoluer. »

## Tensions et différends au sein du groupe
Cette époque marque de nombreuses tensions internes entre Dirkschneider et Hoffmann. Hoffmann et Baltes ressentent le besoin d'explorer de nouveaux horizons musicaux, tandis que Dirkschneider reste attaché au style traditionnel qui avait fait leur succès. Dès l'écoute des premières démos, Dirkschneider n'est pas convaincu par la démarche aventureuse de Hoffmann et Baltes. Le chanteur estime que l'orientation de l'album n'a plus rien à voir avec ce qu'il considère être l'identité du groupe . Et selon lui, c'est en partie dû au départ du compositeur Stefan Kaufmann qui était un des éléments importants dans l'élaboration des morceaux, en tant que co-compositeur. Dirkschneider refuse d'interpréter certaines des chansons qui ne lui plaisent pas que Baltes et Hoffmann souhaitaient mettre sur l'album (Lay It Down, It ain't Over Yet et Primitive) . Ces chansons leur tiennent à cœur, car elles signifiaient beaucoup pour eux . ils décident de les enregistrer malgré tout en confiant le chant à Baltes pensant que le chanteur se ferait à ce choix en voyant que l'entourage  du groupe aimait le disque. Dirkschneider, au contraire, a longuement critiqué ce choix, reprochant aux deux musiciens de l'avoir mis devant le fait accompli, car il affirme n'avoir découvert la présence de ces titres sur l'album qu'une fois l'album fini en écoutant les bandes finales. 
Rétrospectivement, Wolf Hoffmann reconnaît qu'ils ont manqué de tact et d'égards envers le chanteur, mais explique que ce choix était motivé par des raisons esthétiques. Dans sa version des faits, néanmoins, il affirme qu'Udo avait bel et bien enregistré les parties vocales de toutes les chansons présentes sur le disque, ils ont juste pris la décision en post-production ne pas retenir certaines d'entre elles, estimant qu'elles étaient mauvaises, faute d'un véritable enthousiasme de la part du chanteur à l'égard de ces chansons. Cette décision est aussi liée à un sentiment de frustration que les musiciens ressentaient depuis longtemps face aux limitations vocales de Dirkschneider. Au cours de l'histoire du groupe, la composition des chansons a toujours été assurée par Hoffmann, Baltes et Kaufmann. Baltes était celui qui élaborait le plus souvent les lignes vocales lors de la composition et de l'enregistrement des premières demos. Dirkschneider n'intervenant que plus tardivement lors de la phase des enregistrements. Or, Hoffmann et Baltes se disaient frustrés de voir leurs compositions originelles constamment altérées tant au niveau des courbes melodiques, que du phrasé du fait des limitations vocales du musicien. Les deux musiciens se disaient que pour ce dernier album, ils voulaient pour une fois avoir la possibilité d'enregistrer les chansons telles qu'ils les avaient imaginées sans altération ou compromis - une décision qui a offensé le chanteur; ce qui a largement compromis l'avenir du groupe par la suite. Le groupe annoncera sa séparation à la fin de la tournée au printemps de l'année 1996.

## Textes
Le groupe contrairement à son habitude, aborde des thématiques beaucoup plus générales et classiques. Certaines chansons comme Crossroads, It Ain't Over Yet ou Run Through the Night touchent à des questions de doutes existentiels qui semblent faire écho aux tiraillements internes que connaît le groupe à cette époque.
Hard Attack porte sur le thème du désir sexuel. Il y est évoqué, sous forme imagée et emphatique, l'intention du protagoniste de la chanson de répondre aux assauts séducteurs de sa partenaire.
Crossroads porte sur les peurs et les doutes existentiels du narrateur, s'interrogeant sur son identité, sur le changement, sur l'image sociale qu'il renvoie camouflant, par fierté, ses souffrances et ses failles narcissiques. Le refrain se présente comme un appel à l'aide, enjoignant à ne pas le laisser tomber alors qu'il se trouve face à un carrefour ("Don't let me down, I'm standing at the crossroads")-L'image du "carrefour" renvoyant au dilemme et à l'hésitation du narrateur face à un choix de vie important à faire.
 Making Me Scream au ton sombre et énigmatique décrit la terreur d'un cauchemar dans lequel le protagoniste se trouve piégé et lutte pour se réveiller. La chanson se termine abruptement sur la voix d'une femme  frappant à la porte pour le service d'entretien hôtelier ("Housekeeping!").
 Digging in the Dirt: "Dirt digging" (littéralement "creuser dans la boue") est une expression anglaise qui renvoie plus ou moins à l'expression française "remuer la merde". On emploie l'expression plus exactement pour décrire une personne fouinant pour trouver des informations compromettantes afin de discréditer quelqu'un. La chanson se présente comme une mise en garde à l'intention d'une ou de personnes cherchant à nuire au protagoniste de la chanson, insistant sur la vanité de ses (leurs) tentatives face à son inébranlabilité. Il lui enjoint dans le refrain d'arrêter de « remuer la merde ». ("Stop digging in the dirt").
Lay It Down on Me" décrit l'amertume d'un individu désabusé et déçu par les comportements odieux d'une personne dont il était auparavant amoureux.
 It Ain't Over Yet  décrit le sentiment de déni et de refus de concevoir la fin d'une relation. Le narrateur n'arrive pas à s'imaginer que la personne à laquelle il tient puisse le quitter comme cela. Il ne peut y croire, "ce n'est pas encore fini" (" I don't believe it, it just ain't over yet"). Le texte peut être interprété sous l'angle d'une relation amoureuse, mais comme rien n'est spécifiquement précisé, il peut tout autant être interprétée sous d'autres angles relationnelles. Il peut notamment être vu comme faisant écho aux problèmes relationnels entre les musiciens et le chanteur - le groupe se séparera quelques mois après la sortie du disque.
Predator: Au niveau le plus littéral, la chanson plonge l'auditeur dans la tête d'un animal prédateur aux crocs acérés (probablement un félin ou un loup) partant en chasse, rôdant en milieu forestier et montagneux et décrivant les phases d'approche et d'attaque de sa proie.
Crucified traite des aléa de la vie et de ses incertitudes et du tourment moral que ces incertitudes peuvent produire. "Crucified" au sens littéral signifie "crucifié", dans un sens second, il renvoie au tourment et à la torture mentale.
Take out the Crime traite de la plaie que constitue la criminalité au quotidien et de la nécessité d'en finir avec l'insécurité.
 Don't Give a Damn se présente comme une réponse exaspérée aux manigances d'une personne égoïste cherchant à abuser le protagoniste. Ce dernier lui fait comprendre qu'il n'en est pas dupe. Il entend mettre fin à leurs relations lui conseillant de jamais revenir. Il clame en outre dans le refrain qu'il se moque bien de qu'il peut penser de lui. ("I don't give a damn what you think of me'' qui se traduit par "Je me contrefiche de ce que tu penses de moi").
Run Through the Night, à l'instar de "Crossroads", traite de doutes existentiels face au temps qui passe et à l'incertitude de l'avenir, faisant le constat désillusionné que "le futur n'est plus qu'il était"("Future is no more what it used to be"). Il y est évoqué le sentiment d'être livré à soi-même, d'être enfermé dans une pièce sans porte de sortie ("I am living in this empty room.  A room without a door) dans une quête désespérée d'espoir et de chaleur humaine. Le refrain évoque ce sentiment inquiétant d'incertitude des lendemains par l'image d'une course éperdue à travers la nuit sans but précis vers lequel s'acheminer. Une inquiétude et des doutes qu'il n'est plus possible de contenir derrière une façade de self-control ("I run through the Night, I can't handle my fears, Cannot hide my tears")
Primitive aborde la thématique orwelienne de l'embrigadement des esprits et la mise à mal des libertés individuelles sous le joug d'un état totalitaire et de la surveillance continue d'un Big Brother (en référence explicite à la figure du roman 1984). La chanson interpelle l'auditeur et lui demande ce qu'il ferait s'il se trouvait sous un tel régime.

## Réception
La presse musicale de l'époque accueille poliment le disque, mais sans excès d'enthousiasme. Les sentiments des critiques de l'époque sont contradictoires vis-à-vis du disque, car bien qu'ils reconnaissent des qualités au disque, la nature de son approche est par trop éloignée de leurs préoccupations et intérêts du momentː le grunge, le metal alternatif, le nu metal ou encore la fusion, notamment l'album Roots de Sepultura qui sort au même moment. À côté de cela, la musique du groupe est perçue comme du simple hard rock traditionnel, style considéré à l'époque comme dépassé. Hard Rock Magazine et Hard Force Magazine ne remarquent d'ailleurs même pas les tentatives de renouvellement du groupe s'aventurant dans les terres de metal alternatif. En dépit de la démarche aventureuse du groupe, ils ont l'impression que le groupe se contente de refaire exactement ce qu'ils ont l'habitude de faire. 
Hard Rock Magazine reconnait le savoir-faire du groupe en termes de heavy metal, mais lui reproche de rester sur ses acquis et de ne pas être assez innovants au regard des tendances en vogue à l'époque,. En dépit du changement d'orientation esthétique de l'album et des déclarations du guitariste qui affirme vouloir explorer de nouveaux horizons, le journaliste Olivier Rouhet ne semble pas s'en rendre compte et estime que "leur évolution n'est pas flagrante". Selon ce dernier, le groupe reste au contraire ancré dans le vieux style des années 80 et n'est pas en phase avec l'époque et les groupes d'alternatif du moment. Dans les écrits ultérieurs que le magazine lui consacrera, la rédaction exprimera plus nettement encore sa déception. 
De la même manière, le magazine Hard Force Magazine pointe aussi, non sans une certaine condescendance, un manque d'originalité par rapport aux jeunes groupes alternatifs du momentː « c'est vrai que c'est attendrissant de les voir s'escrimer à faire du pur heavy metal alors qu'ils savent pertinemment que ce n'est plus [ou pas encore] le momentǃ ». Ainsi Henry Dumatray de Hard Force Magazine estime que « la recette du groupe ne varie pas mais qu'il l'applique avec plus ou moins de réussite ». 
En revanche, Louis Bourgade de Hard n'Heavy note bien les tentatives d'innovation et d'expérimentation du groupe sur des titres comme "Primitive" ou "Ain't it Over", mais les trouve un peu forcées et estime que le groupe n'est jamais meilleur que dans les chansons du disque qui restent les plus proches du style de heavy metal traditionnel qui l'a fait connaître. Dans une courte chronique rétrospective, Jason Anderson de Allmusic, dont les critères d'évaluation semblent moins porter sur des questions d'originalité que sur celles du "punch" et de l'agressivité, estime que le disque manque à cet égard d'âme ("spiritless") et de hargne ("toothless"), exceptions faites des chansons "Make Me Scream" et "Crucified".

## Titres
1. Hard Attack (Hoffmann/Baltes/Dirkschneider) – 4:38
2. Crossroads (Hoffmann/Baltes/Dirkschneider/Deaffy) – 5:13
3. Making Me Scream (Hoffmann/Baltes/Dirkschneider/Deaffy) – 4:14
4. Diggin' in the Dirt (Hoffmann/Baltes/Dirkschneider/Deaffy) – 4:01
5. Lay It Down (Hoffmann/Baltes/Deaffy) – 5:02
6. It Ain't Over Yet (Hoffmann/Baltes) – 4:16
7. Predator (Hoffmann/Dirkschneider/Deaffy) – 3:39
8. Crucified (Hoffmann/Baltes/Dirkschneider/Deaffy) – 3:01
9. Take Out the Crime (Kaufmann/Dirkschneider/Deaffy) – 3:12
10. Don't Give a Damn (Hoffmann/Baltes/Dirkschneider/Deaffy) – 2:59
11. Run Through the Night (Kaufmann/Dirkschneider/Deaffy) – 3:22
12. Primitive (Hoffmann/Baltes) – 4:37

## Musiciens
Membres du groupe
- Udo Dirkschneider : Chant
- Wolf Hoffmann : Guitares
- Peter Baltes : Guitare basse, chanteur principal pour "Lay It Down", "Primitive" et "It Ain't Over Yet" ainsi que le premier couplet de Crossroads

Collaborations
- Michael Cartellone : Batterie sur toutes les chansons excepté "Primitive" (qui utilise essentiellement une boîte à rythme)
- Kalei Lam – Percussions tribales sur "Predator", "Primitive" et "Crossroads"

## Production
- Michael Wagener– producteur, ingénieur, mixage
- Jeff Gudenrath, Doug Trantow – Ingénieurs assistants.
- Stephen Marcussen – mastering à Precision Mastering, Los Angeles
- Bill Barnes –  direction artistique
- Swatson, Barnes & Co. –  design de la pochette

## Webographie
- Marko Syrjala, « ACCEPT – Wolf Hoffmann by Marko Syrjala », sur Metal-Rules, 2005 (consulté en septembre 2005).
- Jason Anderson, « Allmusic - Accept's Predator review », sur AllMusic, Rovi Corporation (consulté le 6 octobre 2016)